# Janaszów
Janaszów is een plaats in het Poolse district  Kielecki, woiwodschap Święty Krzyż. De plaats maakt deel uit van de gemeente Zagnańsk en telt 709 inwoners.